# Noor Sabri
Noor Sabri (Bagdad, 6 juni 1984) is een Iraaks keeper van het Iraaks voetbalelftal. Noor Sabri speelt nu voor Al-Talaba in Irak. Bij het Iraaks elftal keept hij met rugnummer 22. Noor Sabri werd in 2007 uitgeroepen tot beste keeper van de Azië Cup 2007.